# Roberto di Torigni
Roberto di Torigni (Torigni-sur-Vire, 1110 circa – 24 giugno 1186) è stato un abate e storico normanno, priore dell'abbazia di Bec e sedicesimo abate di Mont-Saint-Michel. Fu l'autore del prosieguo delle cronache normanne Gesta Normannorum Ducum.

## Biografia
Monaco benedettino, Roberto entrò all'Abbazia di Bec nel 1128 e ne divenne priore prima del 1149. Fu eletto abate di Mont Saint-Michel nel 1154. 
Fu un grande lettore di libri religiosi e profani: scrisse l'ottavo libro dei Gesta Normannorum Ducum, iniziato da Guglielmo di Jumièges e da Orderico Vitale; rispetto a loro Roberto si dimostra più coinvolto nelle cose del mondo. 
È stato anche l'autore dell'appendice e degli annessi alla cronaca di Sigeberto di Gembloux, che copre il periodo dal 385 al 1100. Le Gesta Normannorum Ducum rappresenta un prolungamento di Sigeberto e copre gli anni dal 1100 al 1186.